# Ilaria Angelelli
Pour les articles homonymes, voir Angelelli.
Ilaria Angelelli (née le 17 juin 1986 à Rome) est une joueuse italienne de volley-ball. Elle mesure 1,71 m et joue au poste de passeuse.

## Clubs
| Club                      | Pays   | De        | À         |
| ------------------------- | ------ | --------- | --------- |
| Cali Roma XIII            | Italie | 2001-2002 | 2003-2004 |
| Roma Centro               | Italie | 2004-2005 | 2004-2005 |
| Fidia Volley              | Italie | 2005-2006 | 2009-2010 |
| ASD Pallavolo Cittaducale | Italie | 2010-2011 | 2010-2011 |
| Cuatto Giaveno Volley     | Italie | 2011-2012 | 2011-2012 |
| Tiboni Urbino             | Italie | 2012-2013 | 2012-2013 |
| Todi Volley               | Italie | oct 2013  | déc 2013  |